# Krzysztof Celiński
Krzysztof Henryk Celiński (ur. 29 listopada 1950 w Lublinie) – polski menedżer kolejowy, dyrektor m.in. PKP (1999–2002), prezes zarządu spółki PKP Intercity (2009–2010).

## Życiorys
Pracował jako inżynier w Centrum Naukowo-Technicznym Kolejnictwa w Warszawie. W 1992 roku został dyrektorem Departamentu Kolejnictwa Ministerstwa Transportu i Gospodarki Morskiej, obejmował to stanowisko do 1998 roku. Jako dyrektor generalny PKP zlikwidował połączenia kolejowe z kilkunastoma miastami, w tym miastami powiatowymi. Podczas pełnienia funkcji prezesa zarządu spółki PKP Intercity zlikwidował wiele połączeń dalekobieżnych do większych miast, m.in. do Jeleniej Góry, Wałbrzycha, Zamościa, a liczba podróży PKP Intercity w okresie 2009–2010 spadła o 28,5%. W 2016 roku został dyrektorem branży Mobility w polskim oddziale Siemensa.

### Kalendarium kariery
- 1973 – absolwent Wydziału Transportu Politechniki Warszawskiej
- 1973–1992 – pracownik inżynieryjny Centralnego Ośrodka Badań i Rozwoju Techniki Kolejnictwa
- 1992–1998 – dyrektor Departamentu Kolejnictwa MTiGM
- 1999 – szef Dyrekcji Infrastruktury Kolejowej PKP[5]
- 1999–2000 – prezes zarządu – dyrektor generalny PKP[5]
- 2001–2002 – prezes zarządu – dyrektor generalny spółki PKP[5]
- 2003–2005 – prezes zarządu spółki Metro Warszawskie[5]
- 2005–2009 – prezes zarządu spółki PKP Polskie Linie Kolejowe[5]
- 2009–2010 – prezes zarządu spółki PKP Intercity[5]
- 2010–2016[6] – dyrektor w Halcrow Group Limited w Polsce
- 2016–2018[7] – dyrektor branży Mobility[8] w Siemens Polska
- 2018–2021[9] – prezes zarządu Siemens Mobility Sp. z o.o.

## Krytyka
Był krytykowany m.in. przez Karola Trammera w książce „Ostre cięcie” za decyzje i działania, które wpłynęły na znaczące pogorszenie się stanu polskiej kolei w pierwszej dekadzie XXI wieku. Trammer określał te działania mianem „Siekiery Celińskiego” w nawiązaniu do określenia „Beeching Axe”, opisującego proces masowej likwidacji linii kolei brytyjskich w latach 60. XX wieku. Najwyższa Izba Kontroli negatywnie oceniła procedurę wydawania decyzji o ograniczeniu funkcjonowania bądź likwidacji linii kolejowych w Polsce za jego rządów w Departamencie Kolejnictwa, podczas których departament stał się maszynką do udzielania takich zgód.